# Lumberjack (azienda)
La Lumberjack è un'azienda italiana di calzature, fondata dalla 3A Antonini nel 1979 e acquisita dal gruppo turco Ziylan nel 2012.

## Storia
Lumberjack è il marchio che l'azienda 3A Antonini ha creato nei primi anni 80 per commercializzare le sue calzature, ispirandosi al nome con cui vengono indicati i taglialegna nelle grandi foreste dell'America del Nord.

## Caratteristiche
Il logo era inizialmente formato da un orso di nome Jack e da una foglia di acero, simboli legati storicamente al Canada e ai suoi boschi.
Le calzature inizialmente prodotte erano ispirate a quelle dei frequentatori dei parchi naturali canadesi. L'azienda poi si evolse verso calzature più orientate all'uso comune.